# Aizkraukle
Aizkraukle er en mindre by på grænsen mellem landsdelene Vidzeme og Sēlija i det centrale Letland. Byen har 6.853 (2024) indbyggere og er hovedby i Aizkraukle kommune. Den fik byrettigheder i 1967. Aizkraukle ligger på højre bred af floden Daugava, ca. 90 kilometer sydøst for Letlands hovedstad Riga. Før Letlands selvstændighed i 1918 var byen også kendt på sit tyske navn Ascheraden.
I 2004 blev Aizkraukle tildelt prisen "Den reneste by i Letland 2004" i sin størrelsesgruppe.

## Historie
Tyske ordensriddere anlagde i middelalderen Aizkraukle Slot på højre bred af floden Daugava, og nogle af ruinerne eksisterer stadig.
Den nuværende by Aizkraukle blev bygget i 1960'erne som en landsby for bygherrer i det nærliggende vandkraftværk i Pļaviņas. Den blev oprindeligt navngivet Stučka efter den lettiske kommunist Pēteris Stučka. I 1991 blev den omdøbt til Aizkraukle, det historiske lokale navn.

## Økonomi og erhverv
Af industrier i området kan nævnes: elproduktion, træbearbejdning, trykning og landbrug. 

## Kendte bysbørn
- Aigars Apinis – atlet